# Однокореневі слова
Однокорене́ві слова́ (також уживають дублетний термін спільнокорене́ві слова́) — слова, що мають спільний (однаковий) корінь.

## Приклади
В українській мові (спільний корінь позначено жирним шрифтом): книга, книгарня, книжка, книжечка тощо. У німецькій: Kind, Kinder, Kinderarzt. В іспанській: libro, librero, librería. Однокореневими можуть бути слова як різних частин мови (керувати, керування, керівник — дієслово та іменники), так і тієї самої, але з різним афіксальним оформленням (мова, прамова, субмова — іменники). Не є спільнокореневими словами омоніми, скажімо, град1 як атмосферне явище і град2 як старослов'янізм, що відповідає російському город (укр. місто), а також словоформи тієї самої лексеми: нога, ноги, нозі, ногу, ногою. Однокореневі слова утворюють так зване словотвірне гніздо. Слова різних, особливо генетично споріднених мов, також часто є спільнокореневими, скажімо, англ. native, італ. natale, рум. natal (= рідний). Порівняйте також власне жіноче ім'я Натал(і)я, Наталка з цим же коренем. Наталя буквально означає «рідна».

## Однокореневі слова на рівні синхронії йдіахронії
У багатьох випадках визначити спільнокореневі слова на рівні синхронії досить легко, оскільки можна простежити, як корінь повторюється в споріднених словах. Наприклад, біг, бігун, бігати. Утім, на рівні діахронії однокореневими можуть бути слова, які на перший погляд видаються цілком протилежними. У таких словах виявити спільний корінь вдається лише шляхом етимологічного аналізу. Скажімо, однокореневими є антоніми початок і кінець. Обидва слова, як фіксує етимологічний словник, первісно мали корінь konъ або *konь (порівняйте старослов'янське искони до кони — «від початку до кінця»), що пов'язані з *čęti «починати».